# محمد حسين (لاعب كرة قدم مالديفي)
محمد حسين مواليد 12 أكتوبر 1979 في المالديف، هو لاعب كرة قدم مالديفي سابق كان يلعب في خط الوسط.

## المسيرة الاحترافية

### أندية لعب لها
- نادي نيو راديانت
- نادي في بي

## روابط خارجية
- محمد حسين على موقع الاتحاد الدولي (مؤرشف)  (الإنجليزية)
- محمد حسين على موقع قاعدة بيانات كرة القدم.إي يو (الإنجليزية)
- محمد حسين على موقع ناشيونال فوتبول تيمز (الإنجليزية)